# Hoekcelgroep

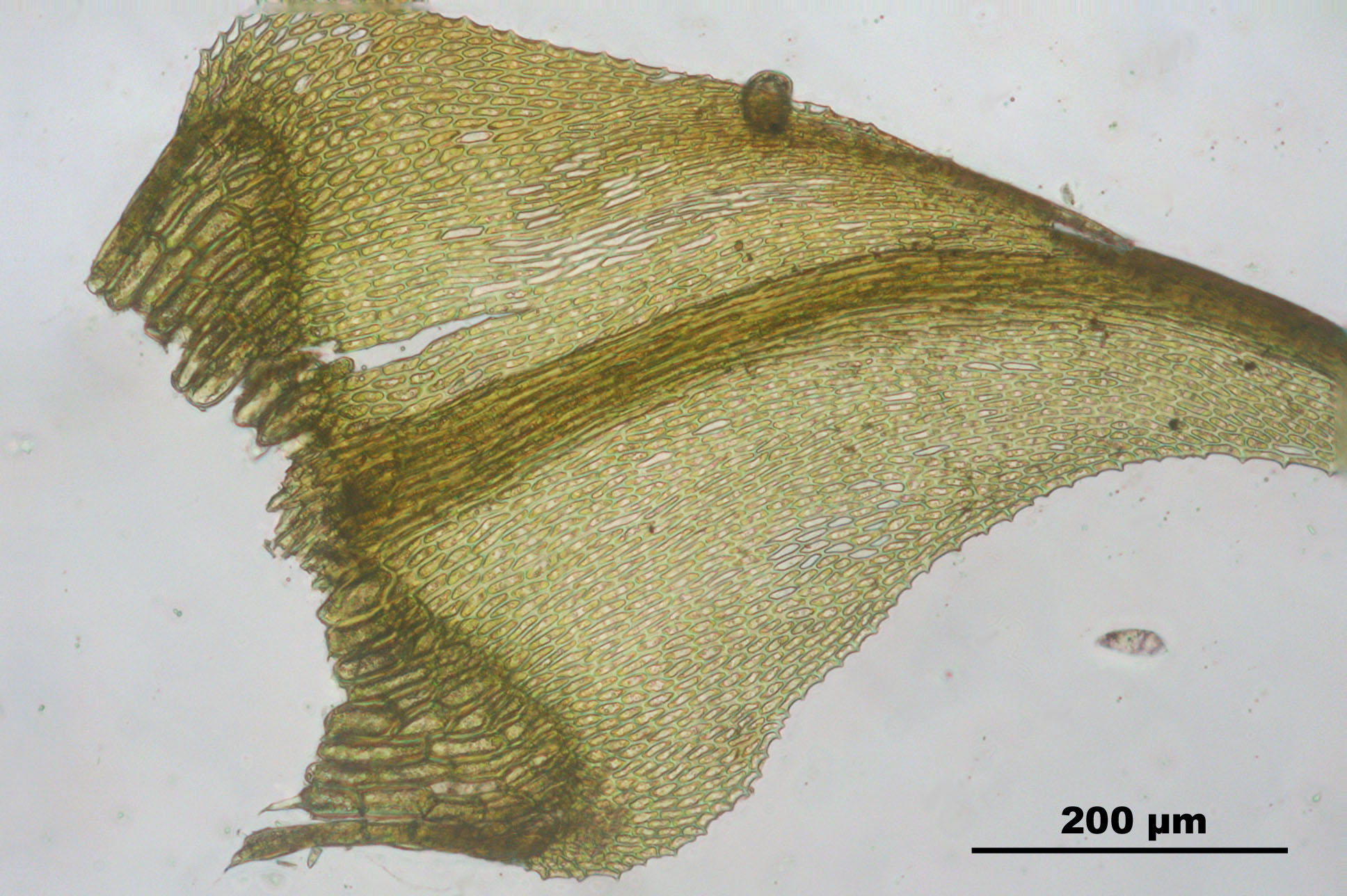
Twee hoekcelgroepen aan de linkerkant (boven en onder de nerf) in de bladbasis van een blad van gewoon diknerfmos.

Met een hoekcelgroep of bladhoekcelgroep wordt in de bryologie een groepering van forsere cellen bedoeld die er anders uitzien dan de rest van de (kleinere) cellen van de bladschijf (fylloïde) van bladmossen. Het vormt veelal een onderdeel van de bladbasis. Bij de determinatie van mossen kan de hoekcelgroep een belangrijk kenmerk zijn.